# درد (فیلم ۲۰۱۲)
دِرِد (به انگلیسی: Dredd) فیلمی در ژانر علمی–تخیلی و اکشن به کارگردانی پیت تراویس و نویسندگی و تهیه‌کنندگی الکس گارلند است که در سال ۲۰۱۲ منتشر شد.
داستان فیلم در یک شهر پر خشونت در آینده رخ می‌دهد که در آن پلیس‌ها اجازه قضاوت، داوری و اجرای حکم را دارند. یک مأمور پلیس به همراه کار آموز خود برای از بین بردن یک گروه گنگستری که در کار تولید و توزیع داروهای خاصی هستند، تیمی را تشکیل می‌دهد تا آن‌ها را از بین ببرد.

## خلاصه داستان
دنیای آینده در حال نابودی خودش است و زمین پر از تشعشعات اتمی است به همین خاطر از بوستون تا واشینگتن دیواری بزرگ کشیده شده است و مردم درون این حصارها زندگی می‌کنند. در این دنیای جدید خلافکاری به شدت رشد پیدا کرده است اما کسانی نیز خواستار عدالت اند و قاضی نام گرفته‌اند. قاضی‌ها در اصل پلیس‌هایی هستند که می‌توانند نقش هیئت منصفه و قاضی را اجرا کنند و برای متهمان بدون جلسه دادگاه حکم صادر کنند.
تعداد زیادی از مردم به خصوص کسانی که یتیم شده‌اند خواهان قاضی شدن هستند در این میان اندرسون دختری با موهای زرد و ذهنی جهش یافته که در صد متری دیوار به دنیا آمده است و پدر و مادرش را بر اثر تشعشعات هسته ای از دست می‌دهد، او در آزمون دادگستری با نمرهٔ ۳ درصد زیر حد قابل قبول رد می‌شود اما رئیس دادگستری که از توانایی‌های او اطلاع دارد یک شانس دیگر به او می‌دهد و او را به دست قاضی مشهور درد می‌سپارد تا صلاحیت قاضی شدن او را تأیید کند. در اولین ماموریتشان آنها باید به ساختمان درخت هلو بروند، جایی که سه جنازه پیدا شده، بعد از بررسی جنازه‌ها نگهبان ساختمان به آن‌ها می‌گوید که با گروه ماما درگیر نشوند، به گفته او ماما سابقاً یک فاحشه بوده اما از وقتی که یکی از مشتری‌هایش صورت او را خراب کرده از آن شغل بیرون آمده و ظرف مدت کوتاهی توانسته کنترل درخت هلو را بدست بگیرد.
درد آدرس خانه ماما را از نگهبان می‌گیرد و آن‌ها به آنجا حمله‌ور می‌شوند و یکی از اعضای اصلی گروه ماما را دستگیر می‌کنند و تصمیم می‌گیرند که او را برای بازجویی به دادگستری ببرند اما ماما از این مسئله مطلع می‌شود و کنترل ساختمان را به دست می‌گیرد و آن را قفل می‌کند و بعد از پروسه طولانی جنگ و خونریزی قاضی درد موفق می‌شود ماما را به بدترین شکل می‌کشد.

## نقد و بررسی
این فیلم در اصل دومین اثر سینمایی است که از روی کمیک‌ها ساخته شده است. در قرارهای اولیه سازندگان بر آن بودند که این فیلم در نیمه اوت نمایش داده شود اما تریلر این فیلم با چنان استقبالی رو به رو شد که سازندگان زمان نمایش را آن را به سپتامبر منتقل کردند. این فیلم بسیار شبیه به فیلم هجوم رستگاری است.
این بار نقش قاضی درد را «کارل آربن» بر عهده گرفته است که اگر اسم او را در لیست اسامی بازیگران نمی‌دیدیم هیچگاه نمی‌توانستیم بفهمیم که او این نقش را به عهده گرفته است چرا که قاضی درد در طول فیلم یک کلاه بر سر دارد و از ته گلو حرف می‌زند درس مثل نقش کریستین بیل در فیلم بتمن و از لحاظی دیگر این فیلم شبیه پلیس آهنی است چرا که ژانر این دو فیلم کاملاً شبیه است و داستان روایی آن نیز همینگونه است.
شباهت دیگر این فیلم با فیلم هجوم رستگاری این است که هر دو فیلم سعی بر نفوذ به یک آسمان خراش پر از گانگستر است. مثلاً در جایی که مهمات «درِد» به اتمام می‌رسد درجه اضطراب و هیجان به طرز وحشتناکی بالا می‌رود.
کاری که بر روی صحنه‌های اکشن به خوبی انجام شده است. فیلم «درِد» سه بعدی فیلمبرداری شده است اما در بعضی از صحنه‌های اکشن تصویر به صورت قابل توجهی تار است با این وجود پیتر تراویس کارگردان این مجموعه مشکل را حل کرده است.
این فیلم نمایی کوتاه از آینده وحشتناک دنیا را نشان می‌دهد اما تیره و تار بودن آینده را بزرگ نمایی نمی‌کند. حتی قاضی درِد خیره سر را به عنوان یک نمونه کامل از عدالت به بیننده می‌قبولاند، همچنین میزان مناسبی از طنز تلخ هم در موقعیت‌های مختلف به کار گرفته شده که هیچ وقت هم استفاده از آن‌ها نابجا به نظر نمی‌آید. «درِد» چیزهای جدید زیادی ارائه نمی‌کند، اما ترکیب همان عناصر آشنا با هم باعث ایجاد ۹۰ دقیقه تعلیق هوشمندانه شده است که این تغییر بزرگی نسبت به نسخه سال ۱۹۹۵ است و البته وقتی هم پای اکشن ناب به میان می‌آید.

## فروش

### هفته آغازین
$۶٬۲۷۸٬۴۹۱ (ایالات متحده) (۲۳ سپتامبر ۲۰۱۲) (تعداد نمایش:۲۵۰۶)
£۱٬۰۴۹٬۳۴۵ (بریتانیا) (۹ سپتامبر ۲۰۱۲) (تعداد نمایش:۴۱۵)
€۳۳۷٬۲۳۴ (۴۵۲ نمایش) (۹ سپتامبر ۲۰۱۲) (اسپانیا)

### رشد
$۱۳٬۴۰۱٬۶۸۳ (۲۸ اکتبر ۲۰۱۲) (ایالات متحده)
$۱۳٬۳۲۵٬۹۶۸ (۲۱ اکتبر ۲۰۱۲) (ایالات متحده)
$۱۳٬۱۵۷٬۰۴۵ (۱۴ اکتبر ۲۰۱۲) (ایالات متحده)
$۱۲٬۶۹۵٬۶۵۵ (۷ اکتبر ۲۰۱۲) (ایالات متحده)
$۱۰٬۹۴۸٬۵۶۳ (۳۰ سپتامبر ۲۰۱۲) (ایالات متحده)
$۶٬۲۷۸٬۴۹۱ (۲۳ سپتامبر ۲۰۱۲) (ایالات متحده)
£۲٬۷۲۵٬۱۸۰ (۱۶ سپتامبر ۲۰۱۲) (بریتانیا)
£۱٬۰۴۹٬۳۴۵ (۹ سپتامبر ۲۰۱۲) (بریتانیا)
$۴۰٬۸۶۸٬۹۹۴ (۲۴ مارس ۲۰۱۲) (اسپانیا)
$۱۹٬۳۴۴٬۹۰۱ (۲۱ اکتبر ۲۰۱۲) (جهانی)
€۵۹۷٬۲۳۵ (۱۶ سپتامبر ۲۰۱۲) (اسپانیا)
€۳۳۷٬۲۳۴ (۹ سپتامبر ۲۰۱۲) (اسپانیا)

### آخر هفته‌ها
$۲۱٬۶۶۱ (۷۲ نمایش) (۲۸ اکتبر ۲۰۱۲) (ایالات متحده)
$۱۰۶٬۷۹۹ (۱۶۰ نمایش) (۲۱ اکتبر ۲۰۱۲) (ایالات متحده)
$۱۰۷٬۳۴۹ (۱۵۵ نمایش) (۱۴ اکتبر ۲۰۱۲) (ایالات متحده)
$۶۴۵٬۲۴۱ (۸۳۱ نمایش) (۷ اکتبر ۲۰۱۲) (ایالات متحده)
$۲٬۳۶۳٬۹۵۶ (۲۵۵۷ نمایش) (۳۰ سپتامبر ۲۰۱۲) (ایالات متحده)
$۶٬۲۷۸٬۴۹۱ (۲۵۰۶ نمایش) (۲۳ سپتامبر ۲۰۱۲) (ایالات متحده)
£۷۶۹٬۳۸۱ (۴۱۵ نمایش) (۱۶ سپتامبر ۲۰۱۲) (بریتانیا)
£۱٬۰۴۹٬۳۴۵ (۴۱۵ نمایش) (۹ سپتامبر ۲۰۱۲) (بریتانیا)
€۱۰۳٬۴۸۰ (۲۸۹ نمایش) (۱۶ سپتامبر ۲۰۱۲) (اسپانیا)
€۳۳۷٬۲۳۴ (۴۵۲ نمایش) (۹ سپتامبر ۲۰۱۲) (اسپانیا)

## بازیگران
| نام هنرپیشه      | نقش در این سریال           | تصویر      |
| ---------------- | -------------------------- | ---------- |
| کارل اربن        | قاضی درد                   |            |
| ریچل وود         | اپراتور شماره ۱ مرکز کنترل | بدون تصویر |
| اندیل من گادی    | مسافر                      | بدون تصویر |
| پورتیوس زاندوس   | زاننده                     | بدون تصویر |
| جیسون کوپه       | دستیار اصلی ماما           |            |
| اما برسچی        | گروگان                     | بدون تصویر |
| اولیویا ترلبی    | کاساندرا اندرسون           |            |
| Rakie Ayola      | رئیس دادگستری              |            |
| لینا هیدی        | ماما                       |            |
| Tamer Burjaq     | بادی گارد ماما             | بدون تصویر |
| Warrick Grier    | Caleb                      |            |
| وودی هریس        | رئیس بخش توزیع مواد ماما   | بدون تصویر |
| Shoki Mokgapa    | زن همراه بچه‌اش             | بدون تصویر |
| Yohan Chun       | دختر در پنجره              | بدون تصویر |
| Eden Knowles     | دختر در پنجره              | بدون تصویر |
| Desmond Lai Lan  | مرد بی خانه                | بدون تصویر |
| Deobia Oparei    | نگهبان ساختمان             | بدون تصویر |
| Patrick Lyster   | اپراتور ۲ مرکز کنترل       | بدون تصویر |
| Travis Snyders   | مواد پخش کن                | بدون تصویر |
| Chad Phillips    | مواد پخش کن                | بدون تصویر |
| دامنل گلیسون     | مهندس ماما                 | بدون تصویر |
| Joe Vaz          | جو بزرگ                    | بدون تصویر |
| Scott Sparrow    | جافت                       | بدون تصویر |
| Martin Kintu     | عضو گروه جو بزرگ           | بدون تصویر |
| Nicole Bailey    | کتی                        | بدون تصویر |
| Daniel Hadebe    | مأمور کنار در              | بدون تصویر |
| Francis Chouler  | مأمور کنار در              | بدون تصویر |
| Junior Singo     | Amos                       | بدون تصویر |
| Luke Tyler       | فریل                       | بدون تصویر |
| Langley Kirkwood | قاضی لکس                   | بدون تصویر |
| Edwin Perry      | قاضی آلورز                 | بدون تصویر |
| Karl Thaning     | قاضی چن                    | بدون تصویر |
| Michele Levin    | قاضی کاپلان                | بدون تصویر |

## نکات جالب فیلم

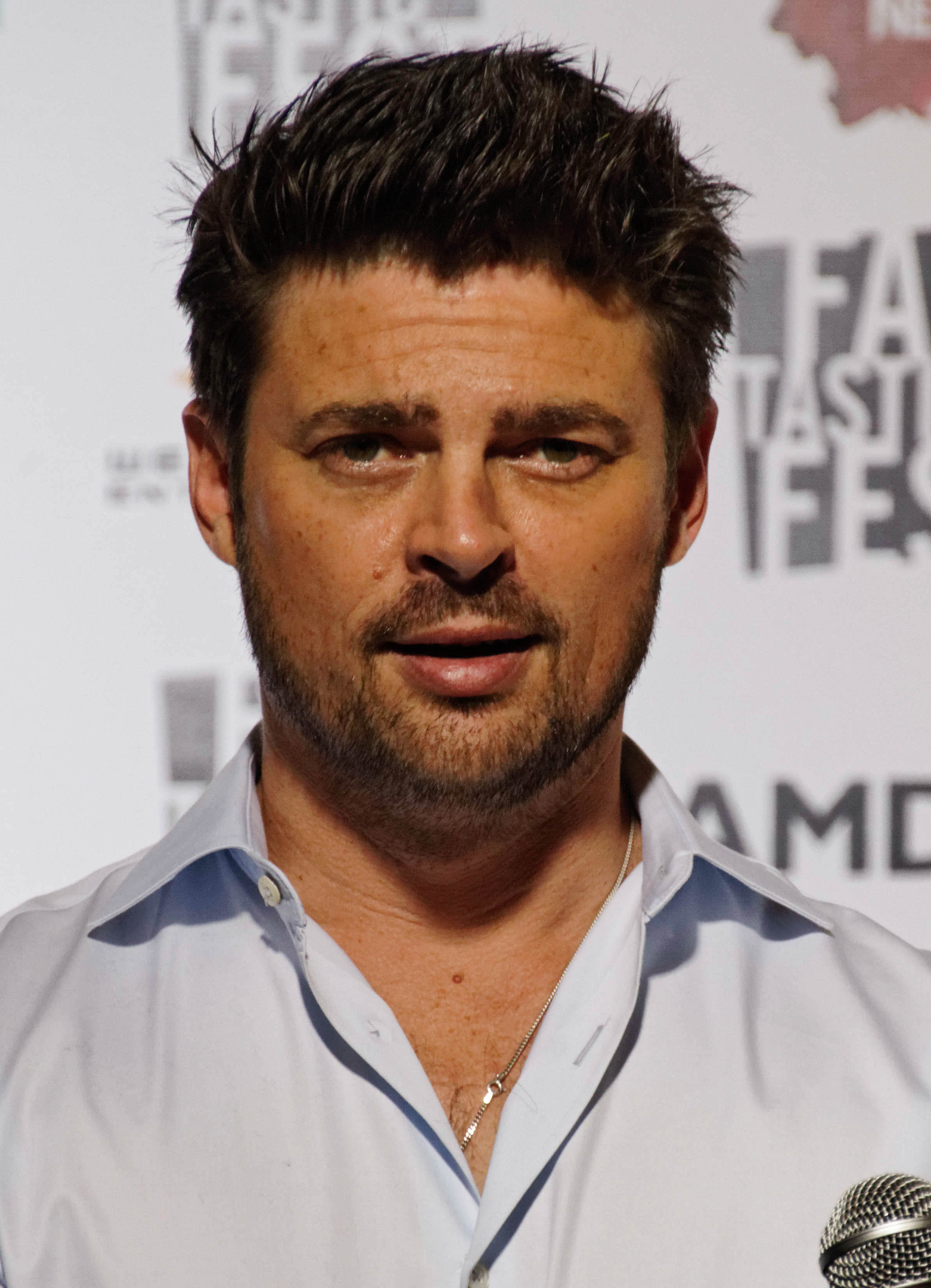
مرتبط است

1. کارل اربن اصرار داشت که حتماً موتور سیکلت LawMaster را سوار شود.
2.قانون اجازه داد که قضات سلاح Glock 17 را به شکل واقعی آن حمل کنند.
Glock 17 یک تفنگ ساچمه ای است که افسران اجرای قانون در دنیای واقعی استفاده و حمل می کنند.
3. این فیلم مانند فیلم قاضی درد محصول 1995 دقیقاً 95 دقیقه بوده و بازنگری همین فیلم بوده است.
4. حوادث فیلم به‌طور کامل در یک روز اتفاق می افتد.
5. هنگامی که فیلم در سینما در کشور نیوزیلند بر روی پرده رفت، رنک خشونت سنی R16 دریافت کرد اما هنگامی که در بر روی DVD منتشر گردید، نمره خشونت آن به R18 تغییر پیدا کرد.
6.لینا هیدی موهایش را برای این فیلم رنگ کرده بود.